# The Veteran of Waterloo
The Veteran of Waterloo é um filme de curta-metragem mudo, do gênero drama, produzido no Reino Unido e lançado em 1933. Dirigido por A.V. Bramble, é baseado na peça teatral A Story of Waterloo, de Arthur Conan Doyle.